# Тумасозеро
Ту́масо́зеро — остановочный пункт и бывшая железнодорожная станция Октябрьской железной дороги на 64,5 км перегона Лахколамен — Поросозеро Западно-Карельской магистрали.

## Общие сведения
Остановочный пункт территориально расположен в посёлке Костомукса Поросозерского сельского поселения Суоярвского района Карелии. Пункт получил наименование по названию озера, находящегося в восьми километрах.
До 1979 года станция имела название Костомукса (фин. Kostamus), но после сдачи в эксплуатацию ветки Ледмозеро — Костомукша во избежание путаницы станция была переименована в Тумасозеро. Станция Костомукса была сдана в эксплуатацию 30 сентября 1956 года в составе первой очереди Западно-Карельской магистрали.
Путевое развитие станции представляло собой один главный и два боковых пути. Был деревянный вокзал.
В 1990-х годах, по мере спада движения на линии, боковые пути станции были разобраны и станция получила статус остановочного пункта. Несмотря на это на остановочном пункте функционирует пост ЭЦ, обеспечивая автоблокировку. Пассажирская платформа осталась на прежнем месте возле разобранного бокового пути. На ней установлен новый пассажирский павильон. Пассажирское здание и билетная касса отсутствуют. Билеты приобретаются в штабном вагоне у начальника поезда. На остановочном пункте останавливаются все проходящие пассажирские поезда.

## Пассажирское движение
По состоянию на 2019 год по остановочному пункту проходят пассажирские поезда дальнего следования: № 680 сообщением Петрозаводск — Костомукша — Петрозаводск и № 350 сообщением Санкт-Петербург — Костомукша — Санкт-Петербург.
| Сезонное обращение поездов                 |
| ------------------------------------------ |
| Костомукша - Петрозаводск №680А            |
| Петрозаводск - Костомукша №680Ч            |
| Костомукша - Анапа №680А (Бесперес. вагон) |
| Анапа - Костомукша №293С (Бесперес. вагон) |

| Круглогодичное обращение поездов                   |
| -------------------------------------------------- |
| Костомукша - Санкт-Петербург №350В                 |
| Санкт-Петербург-Костомукша №350А                   |
| Костомукша - Петрозаводск №350В (Бесперес. вагоны) |
| Петрозаводск - Костомукша №682А (Бесперес. вагоны) |

## Галерея

Остановочный пункт Тумасозеро
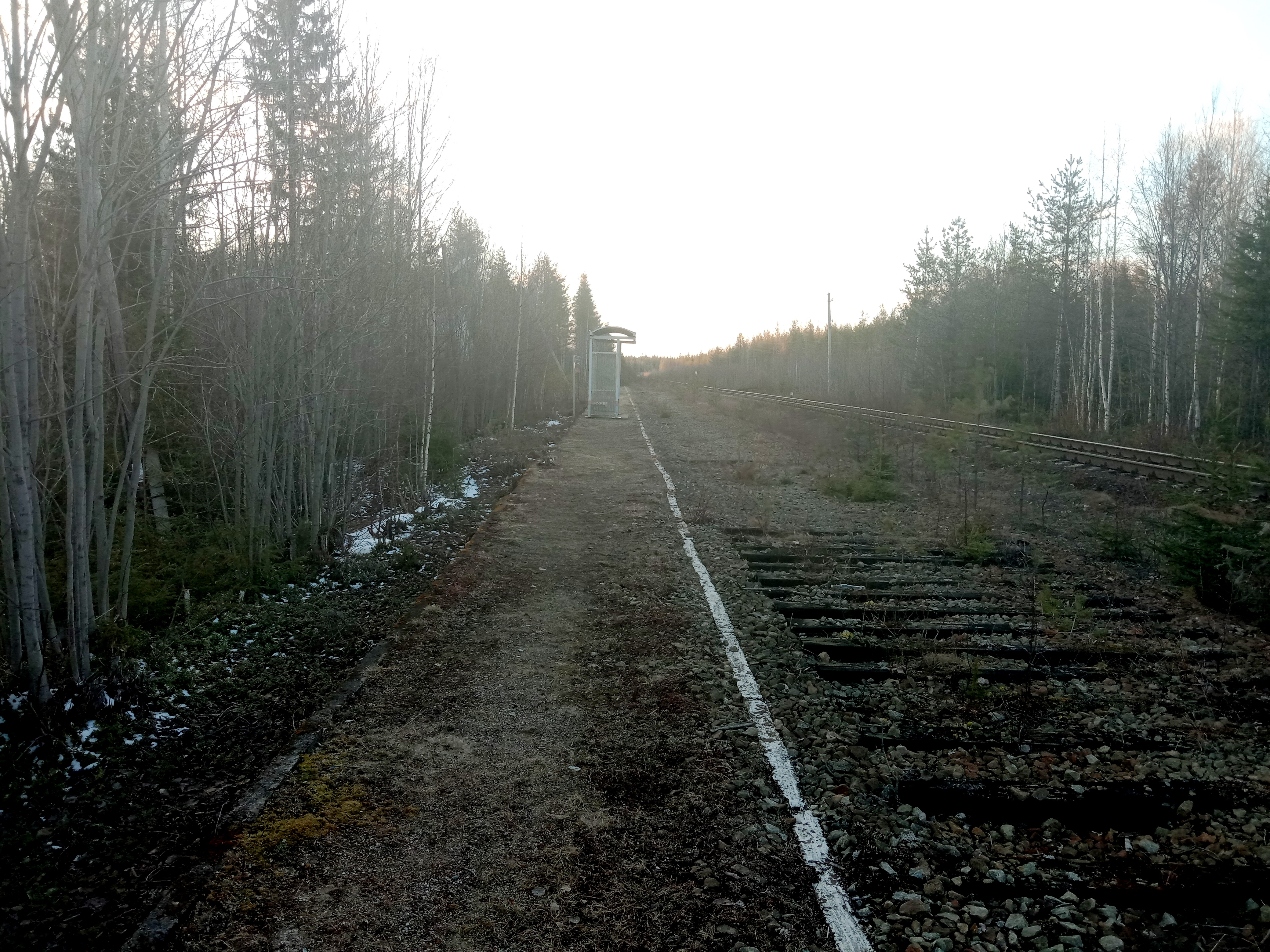
Вид в сторону Поросозера.
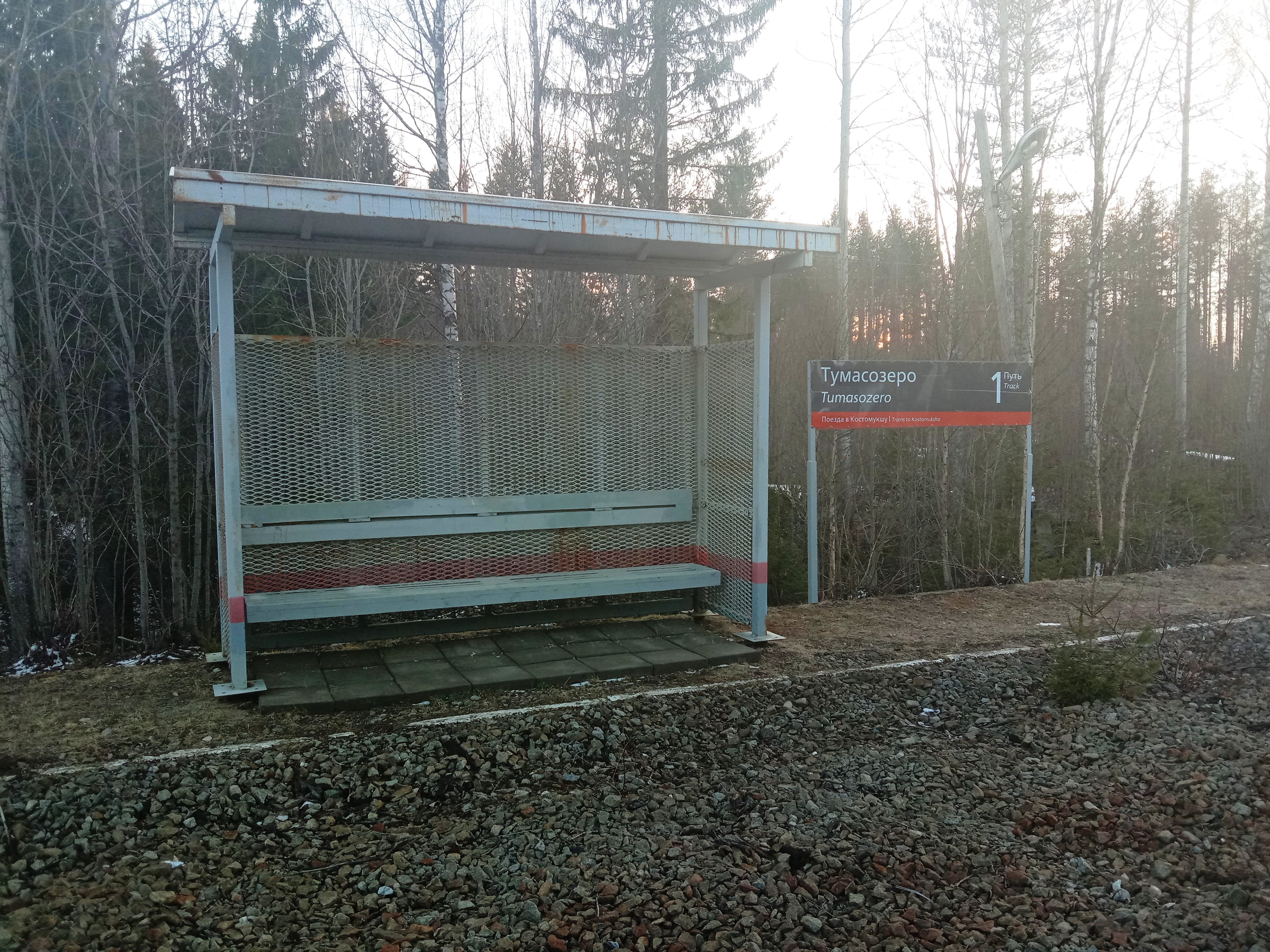
Пассажирский павильон.
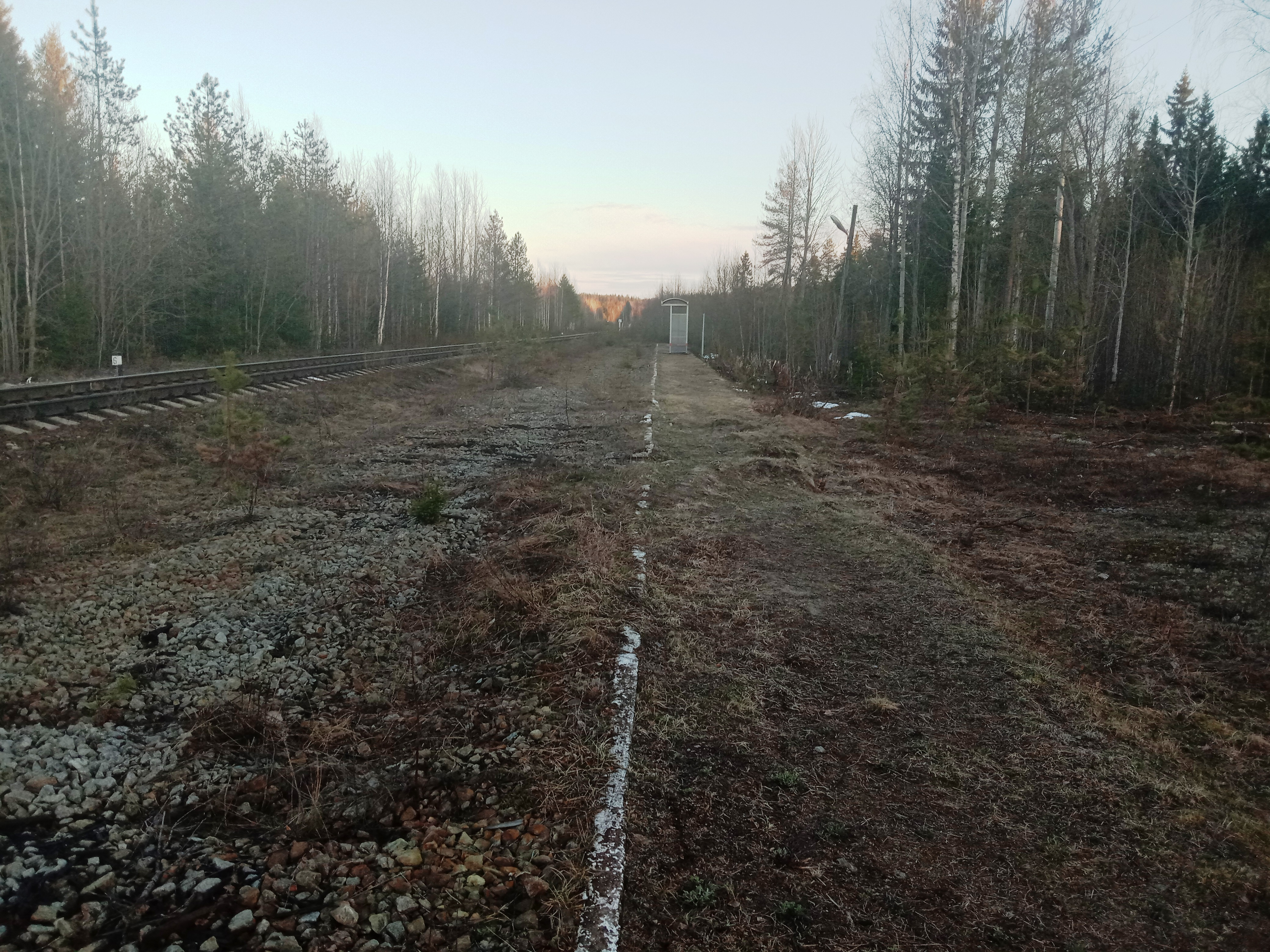
Вид в сторону Лахколамен.
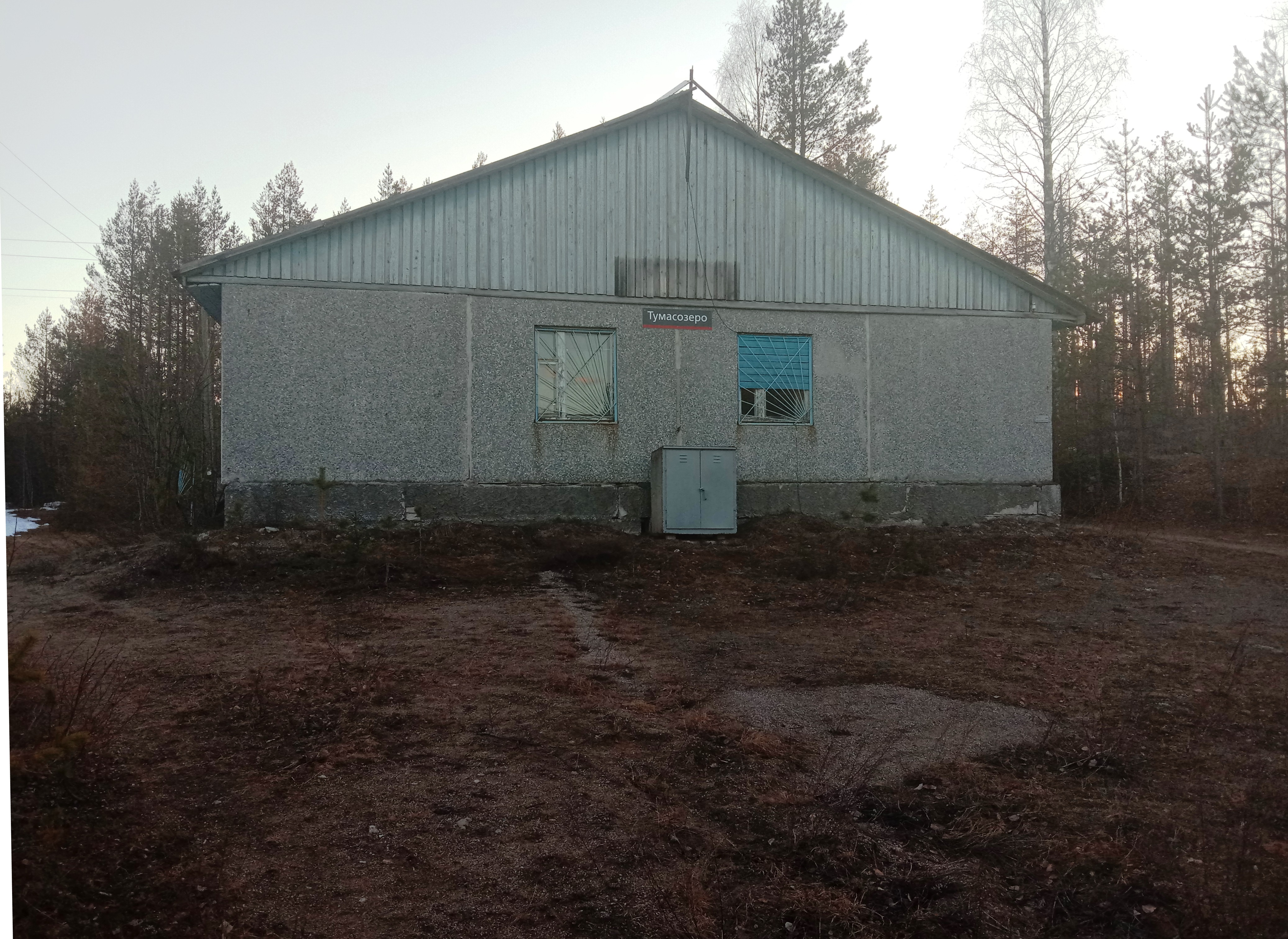
Пост электрической централизации.